# Musculus mylohyoideus
Der Musculus mylohyoideus (lat. für „Kieferzungenbeinmuskel“) ist ein Skelettmuskel des Kopfes und entspringt an der Linea mylohyoidea (auch: Crista mylohyoidea), einer zarten Knochenleiste an der Innenseite des Unterkiefers. Er setzt am Zungenbein (Os hyoideum) und an einer von der Spina mentalis zum Zungenbein verlaufenden Raphe an.
Der Muskel dient der Öffnung des Unterkiefers sowie der Hebung des Zungenbeins. Der Muskel wird auch als „Diaphragma des Unterkiefers“ bezeichnet. Die Innervation erfolgt über den Nervus mylohyoideus. Er ist Teil der suprahyalen Muskulatur.

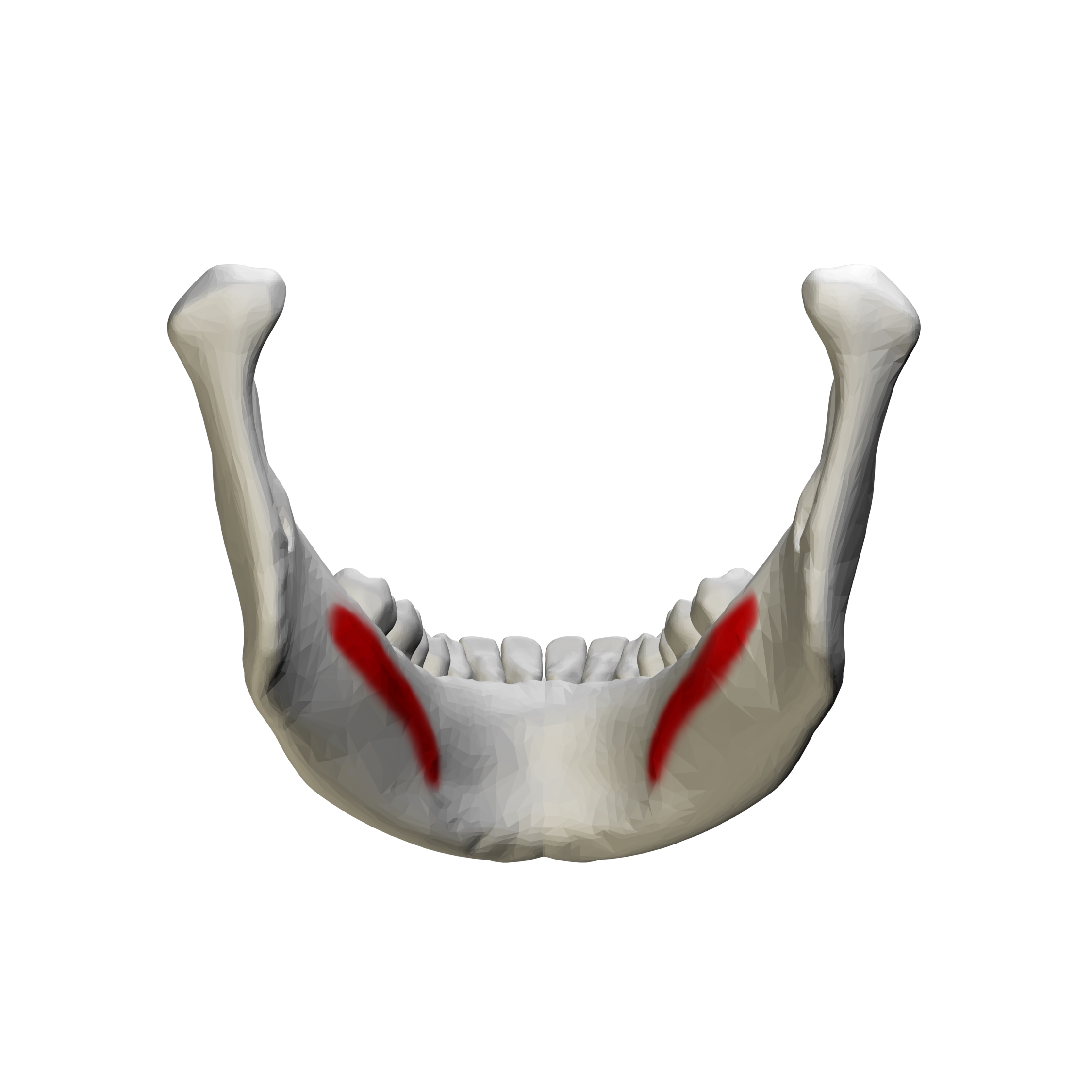
Cristae mylohyoidei